# Skovshoved

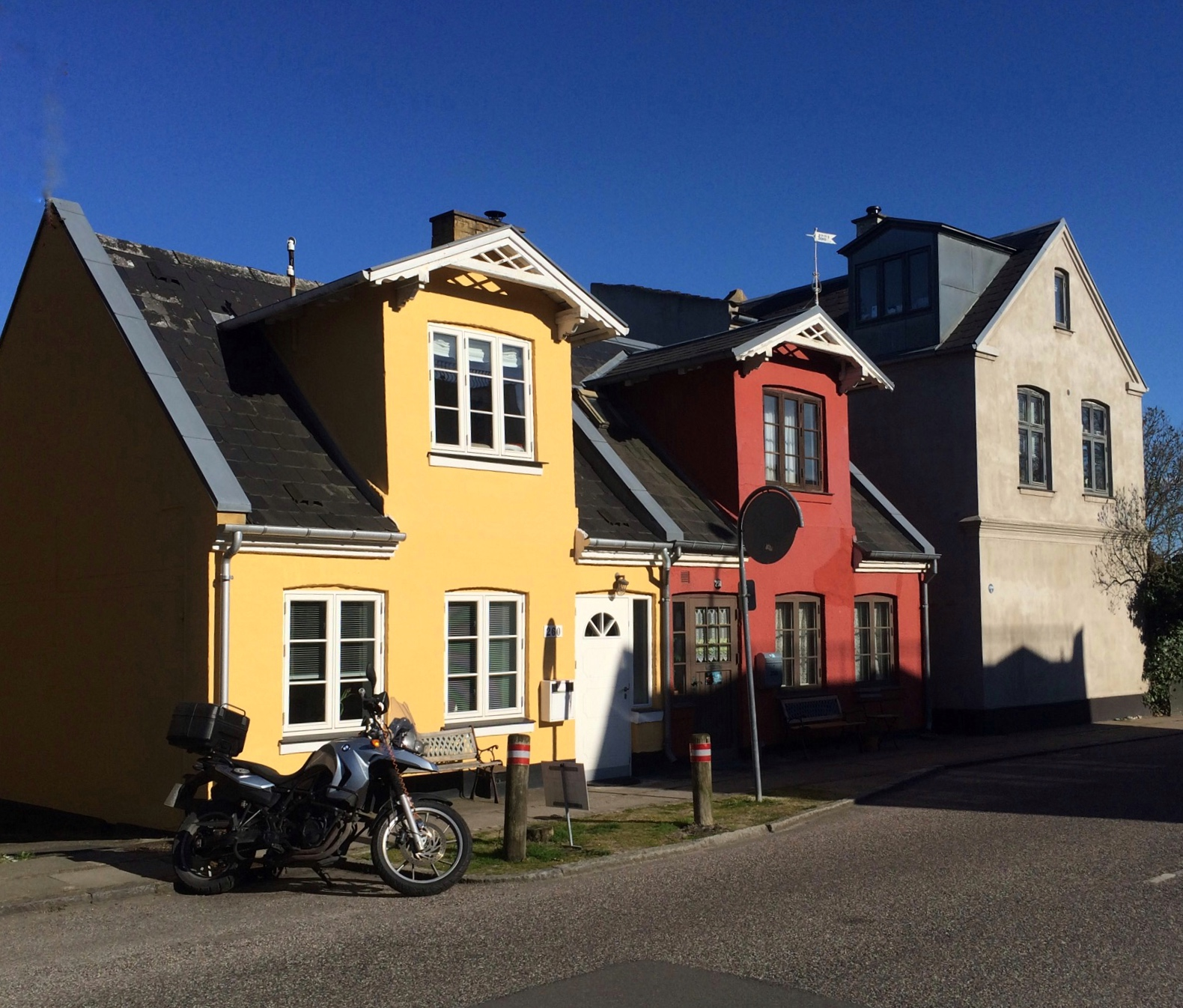
Strandvejen i Skovshoved

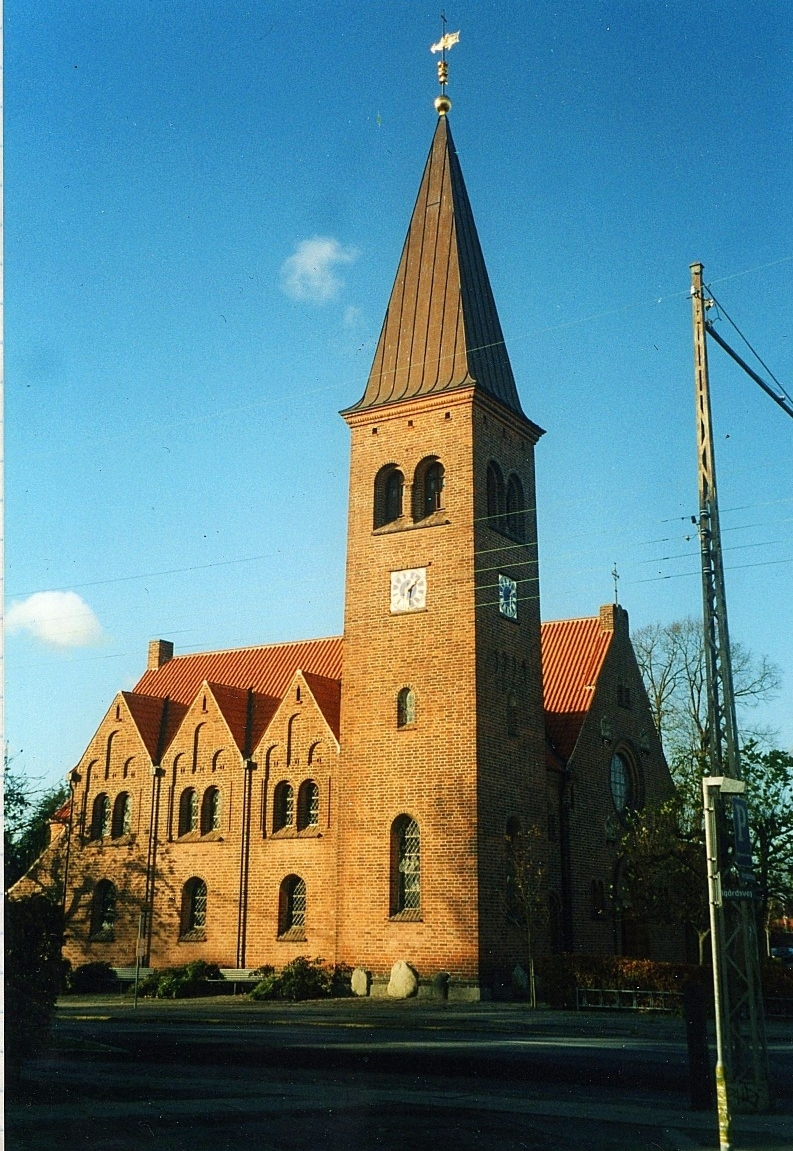
Skovshoveds kyrka

Skovshoved är en förort till Köpenhamn i Gentofte kommun. Skovshoved socken, som även omfattar Klampenborg, hade 7 653 invånare den 1 januari 2017  Från början var det ett fiskeläge med rötter långt tillbaka i tiden.
I Skovshoved finns en hamn, som idag framförallt är en fritidsbåtshamn med diverse segel- rodd- och kajakklubbar.
År 1915 bröts Skovshoved församling ut från Ordrups församling, då Skovshoveds kyrka invigdes. Ännu tidigare hörde orten till Gentofte församling och det stora skeppet i Gentofte kyrka är en gåva från fiskarna i Skovshoved
Skovshoved har idag växt samman med närliggande förortsområden i Gentofte kommun, som Charlottenlund, Klampenborg och Ordrup.